# ロナルド・ドリーバー
ロナルド・ウィリアム・プレスト・ドリーバー（Ronald William Prest Drever、1931年10月26日 - 2017年3月7日）は、スコットランドの実験物理学者。カリフォルニア工科大学の名誉教授であり、LIGOプロジェクトの共同立ち上げ者であり、レーザ安定化のためのPound–Drever–Hall技術やHughes–Drever実験の共同発明者である。この研究は2015年9月の最初の重力波の検出に用いられた。
2017年3月7日に85歳で亡くなった。これは共同研究者のレイナー・ワイス、キップ・ソーン、バリー・バリッシュが重力波観測に関する研究でノーベル物理学賞を受賞する7ヶ月前であった。ノーベル委員会が決定する前に死ぬことがなければ、バリー・バリッシュの代わりにノーベル賞を受賞したと一般的には考えられている。

## 教育
グラスゴーアカデミーとグラスゴー大学で教育を受け、同大学から1953年に学士を、1959年に比例計数管を用いた軌道電子捕獲の研究でPhDを取得した。

## 経歴と研究

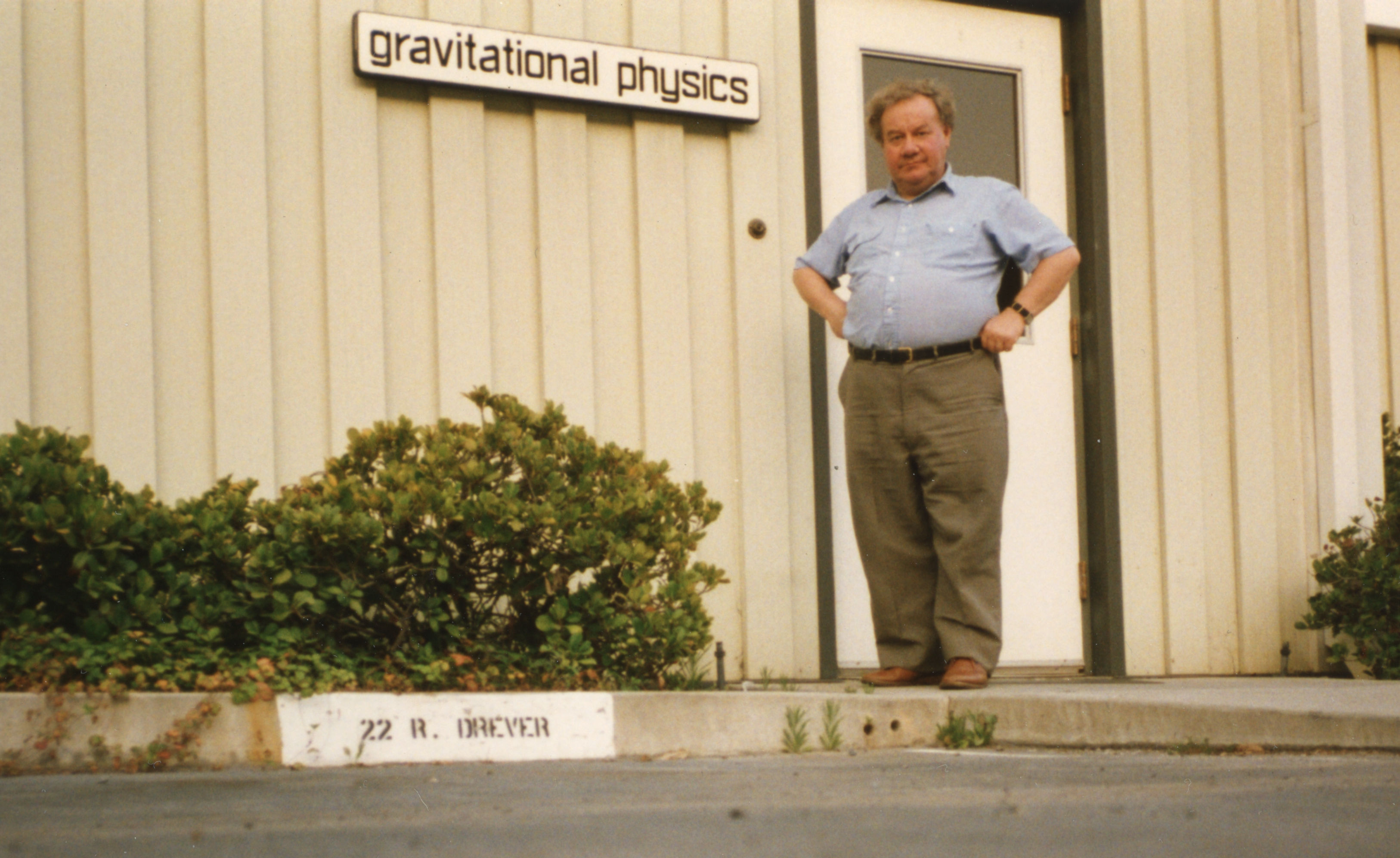
カルテックで最初の研究室の外にいるドリーバー。1993年撮影。

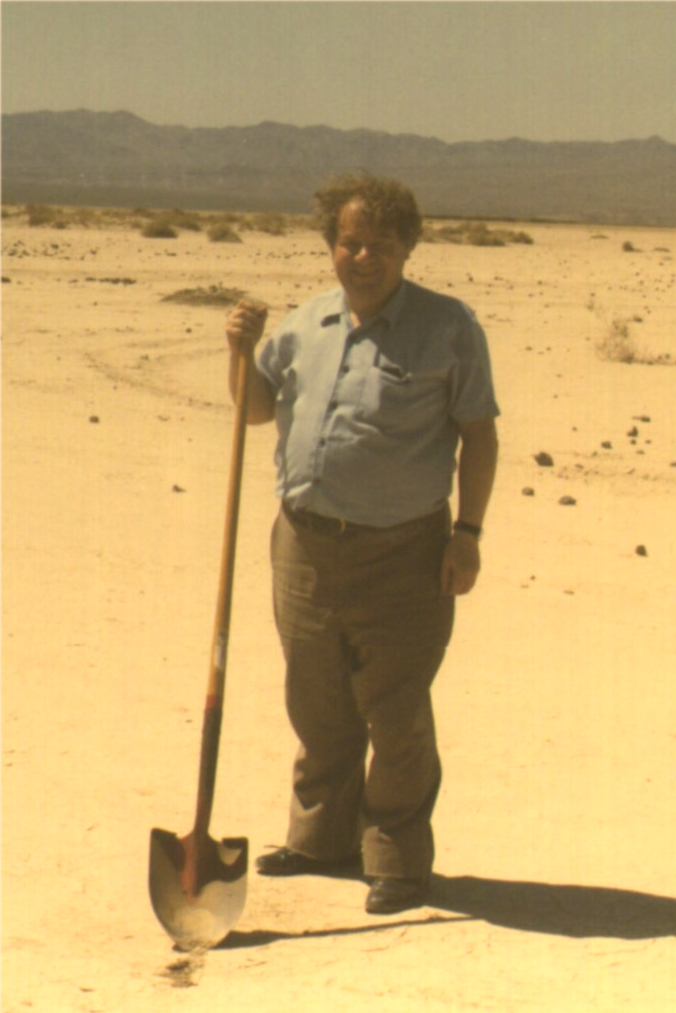
ハンフォード・サイトのLIGOをどこに建設するかを決定しているドリーバー（1993年）

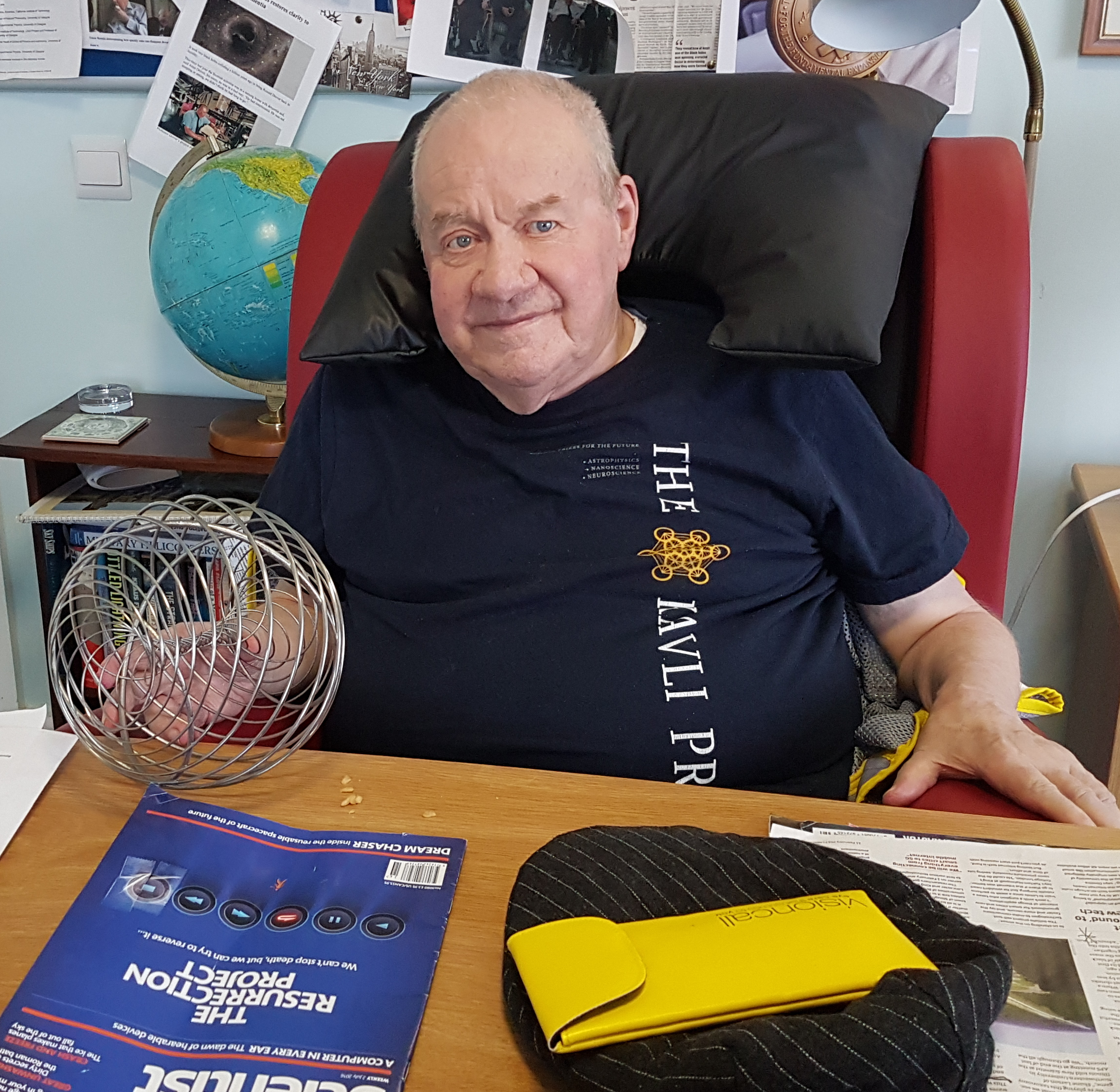
ブレークスルー賞2017とともに

1959年のPhD取得後、60年代に重力波を検出するためのグラスゴー計画を始め、その後1970年に大学初の専用重力波研究グループを設立した。同年、カリフォルニア工科大学に重力波のプログラムを作るために募集された。1984年、グラスゴーを離れカリフォルニア工科大学へ常勤となった。
LIGO干渉計の設計と実装に対する彼の貢献は、重力波検出に必要な極度の感度領域（10−23 のひずみ）で機能するために非常に重要であった。
彼の最後の研究には、実験装置を免震するための磁気浮上光学テーブルの開発もあった。

## 受賞歴など
- アメリカ芸術科学アカデミー就任[17] (2002)
- アインシュタイン賞(2007)、レイナー・ワイスと共同受賞
- 基礎物理学ブレイクスルー賞（特別賞）(2016)
- グルーバー賞宇宙論部門 (2016)
- ショウ賞 (2016)  (キップ・ソーン、レイナー・ワイスと共同受賞)[18]
- カヴリ賞宇宙物理学部門(2016)[19]
- Smithsonian, American Ingenuity Award (2016)
- ハーヴェイ賞 (2016)
- トムソン・ロイター引用栄誉賞 (2016)
- Norwegian Academy of Science and Lettersフェローシップ[20]

## 霊感
Robert Crawfordはドリーバーの生活における瞑想について書き記している。